# チャルチャン川

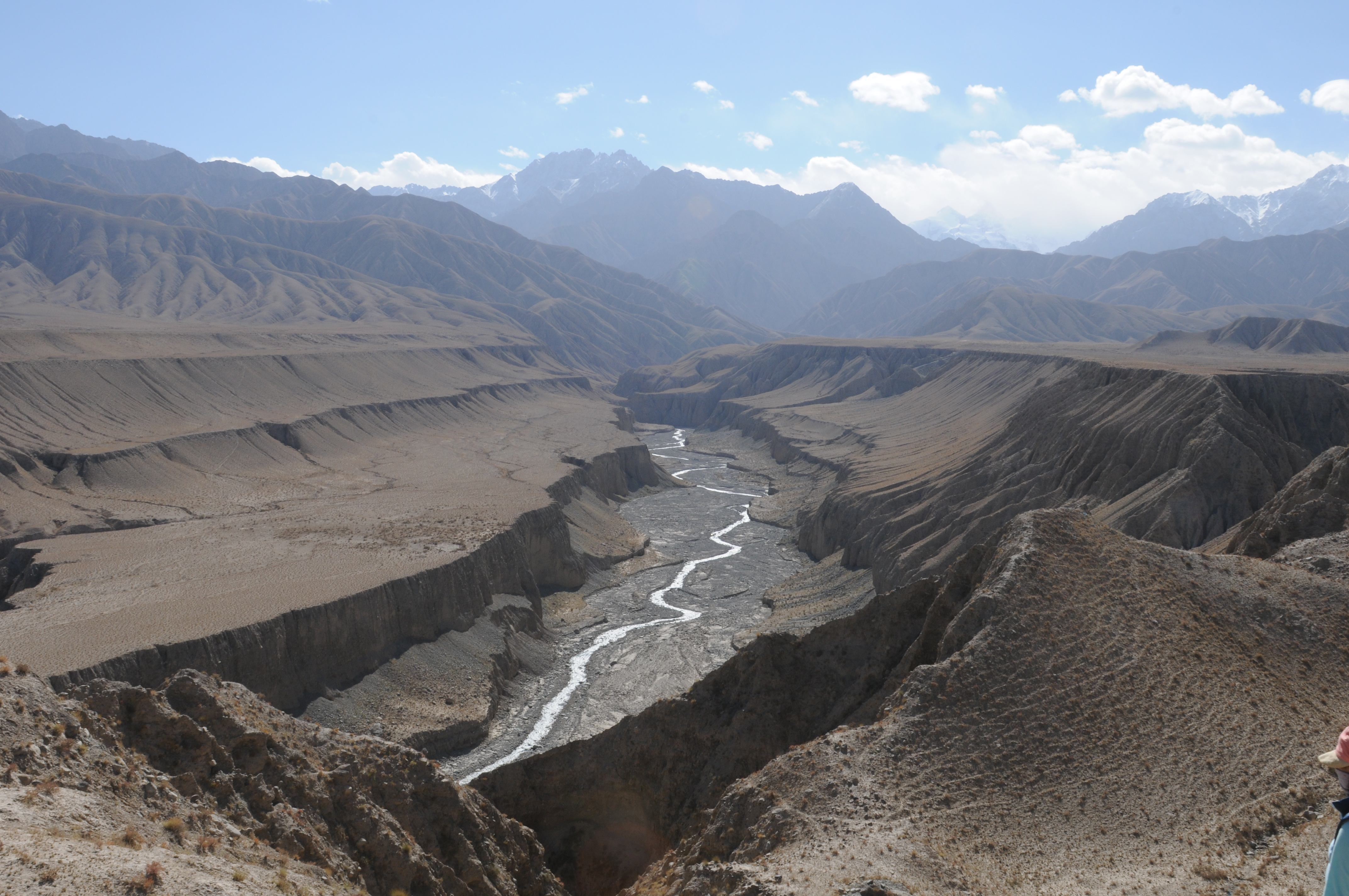
チャルチャン川上流の風景

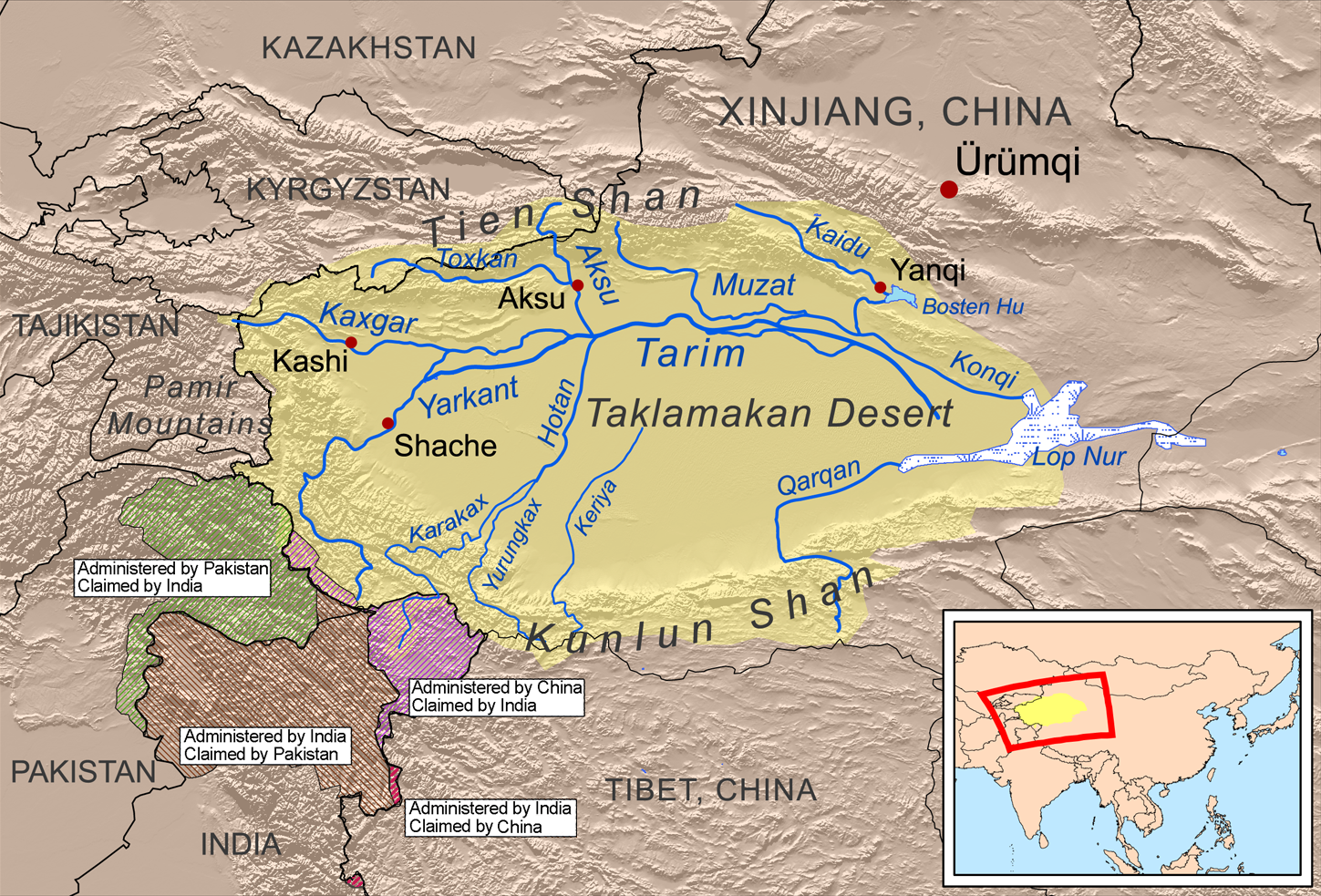
タリム川水系の図（チャルチャン川はQarqanとしている）

チャルチャン川（チャルチャンがわ、ウイグル語: چەرچەن دەرياسى、中国語: 車爾臣河（车尔臣河）、叶尔羌河、英語: Qarqan River）、旧称：チェモー川（中国語: 且末河、英語: Qiemo River）は、中国新疆ウイグル自治区東南部のバインゴリン・モンゴル自治州チャルチャン県を流れる川である。

## 概況
全長は468キロメートル、年間平均流出量は8億立方メートル。タリム盆地の南東で最大の水量の川で、タリム川水系の「九源一幹」（9つの水源と1つの幹）の1つである。
チャルチャン川は崑崙山脈の北斜面にあるムスタグ山（Muztagh）から始まり、崑崙山脈の上流とアルチン山脈の氷河支流を合わせると、長さは約353キロメートルである。山地の流域面積は24,692平方キロメートルで、水量の70パーセントは、海抜5000m以上の氷河の氷と雪解け水から直接供給され、高山氷河の調整効果によって年間の流出は比較的安定しているが、季節変動は大きい。山岳地帯の平均の川底勾配は1.5％で、水資源が豊富である。山の登り口の年間流出量は784百万立方メートルで、登り口から約30km下にあるバシケキケ発電所の年間流出量は6億9800万立方メートル。水文観測所では、合計年間流出量は5億1390万立方メートルである。
中流は、チャルチャン県とチャルクリク県を南から北に流れる。下流は、南西からタイテマ湖（台特瑪湖）に流入する。歴史的には、毎年2億立方メートルの水がタイテマ湖を通ってロプノルに流入していた。1970年代以降、チャルチャン川は洪水の時期にのみタイトマ湖に流入するようになって、チャルチャン・チャルクリク両県で毎年チャルチャン川から汲み上げる水量はわずかに3億立方メートルである。

## 参照項目
- カシュガル川
- ヤルカンド川
- ホータン川
- カラコシュン湖